# 滝部
滝部（たきべ）は、山口県下関市の大字。郵便番号759-5511（滝部郵便局管区）。

## 地理
下関市豊北町に位置する。

### 小字
以下の小字が存在する。
- 中原（なかばら）
- 向坊（むかいぼう）
- 久森（ひさもり）
- 大庭（おおば）
- 中村（なかむら）
- 上市（かみいち）
- 下市（しもいち）
- 駅前（えきまえ）
- 寺地（てらじ）
- 寺畑（てらはた）
- 神田口（かんだぐち）
- 大代（だいしろ）
- 高良（こうら）
- 直子（のうし）
- 田代（たしろ）
- 境下（さかいげ）

他

## 歴史
旧豊浦郡豊北町の町役場所在地区であった。

### 地名の由来
瀧辺口という記述あり。

## 施設
- 滝部公民館 - 「滝部活動拠点施設・太陽館」という別名を持つ[1]